# Ingeborg Drewitz
Ingeborg Drewitz (ur. 10 stycznia 1923 w Berlinie zm. 26 listopada 1986 tamże) – niemiecka pisarka.
Studiowała germanistykę, historię i filozofię.
Doktoryzowała się w 1945, a potem zajęła się twórczością literacką. Pisała dramaty i słuchowiska radiowe. W latach 60. zaprzestała twórczości dramatycznej i zajęła się powieściopisarstwem.
Jest autorką pierwszego w literaturze niemieckiej dramatu o obozach koncentracyjnych. 